# GAME (Perfume의 음반)
《GAME》(게임)은 일본의 음악 그룹 퍼퓸의 두 번째 음반이다. 2008년 4월 16일 도쿠마 재팬 커뮤니케이션즈에서 발매했다. 첫회 한정판에는 공연 영상과 〈마카로니〉의 멤버별 뮤직비디오가 들어있는 DVD가 추가로 붙어있다.
2008년 4월 28일자 주간 앨범차트에서 퍼퓸 사상 처음으로 1위를 차지했다. 이 1위는 여성 그룹의 앨범으로는 베니 케이 이후 약 2년 4개월 만으로, 테크노음악으로는 YMO이후 약 25년 만의 1위이다.
2008년 12월에 열린 《제50회 일본 레코드 대상》에서 우수 앨범상을 수상했고, 2009년 5월에는 CD숍 점원들이 선택한 《제1회 CD숍 대상》에서 준대상을 수상했다.

## 수록곡

### CD
나카타 야스타카가 모든 곡의 작사, 작곡, 편곡을 맡았다.
1. 폴리리듬(ポリリズム)
2. plastic smile
3. GAME
4. Baby cruising Love
5. 초콜렛 디스코 (チョコレイト・ディスコ)
6. 마카로니 (マカロニ)
7. 세라믹 걸 (セラミックガール)
8. Take me Take me
9. 시크릿 시크릿 (シークレットシークレット)
10. Butterfly
11. Twinkle Snow Powdery Snow
12. Puppy love

### DVD
1. 폴리리듬 LIVE Version at LIQUIDROOM Nov.8 '07
2. SEVENTH HEAVEN LIVE Version at LIQUIDROOM Nov.8 '07
3. 마카로니 -Original Version-
4. 세라믹 걸 -Another Drama Version-
5. 마카로니 -A-CHAN Version-
6. 마카로니 -KASHIYUKA Version-
7. 마카로니 -NOCCHI Version-